# Ковардинский сельсовет
Ковардинский сельсовет — муниципальное образование в Гафурийском районе Башкортостана.

## История
Согласно «Закону о границах, статусе и административных центрах муниципальных образований в Республике Башкортостан» имеет статус сельского поселения.
2004 год
Из Гафурийского района в Арх-Латышский сельсовет Архангельского района передана часть территории площадью 110,9 га.
Закон Республики Башкортостан от 17 декабря 2004 г. №125-З «Об изменениях в административно-территориальном устройстве
Республики Башкортостан, изменениях границ и преобразованиях муниципальных образований в Республике Башкортостан», ст. 1, ч. 4 гласит:

4. Изменить границы Гафурийского района, Ковардинского сельсовета Гафурийского района, Архангельского района, Арх-Латышского сельсовета Архангельского района согласно представленной схематической карте, передав часть территории площадью 110,9 га Ковардинского сельсовета Гафурийского района в состав территории Арх-Латышского сельсовета Архангельского района.

## Население
| 2002  | 2009  | 2010  | 2012  | 2013  | 2014  | 2015  |
| ----- | ----- | ----- | ----- | ----- | ----- | ----- |
| 2101  | ↗2208 | ↘1862 | ↘1786 | ↘1706 | ↘1648 | ↘1562 |
| 2016  | 2017  |       |       |       |       |       |
| ↘1523 | ↘1491 |       |       |       |       |       |

## Состав сельского поселения
| № | Населённый пункт | Тип населённого пункта       | Население |
| - | ---------------- | ---------------------------- | --------- |
| 1 | Коварды          | село, административный центр | ↘818      |
| 2 | Юлуково          | село                         | ↘741      |
| 3 | Сабаево          | деревня                      | ↘177      |
| 4 | Акташево         | деревня                      | ↘126      |